# Gabriel Merlino
Gabriel Merlino (* 1977 in Buenos Aires) ist ein argentinischer Bandoneonist.

## Karriere
Merlino hat bereits im frühen Alter von acht Jahren seine Bandoneon-Studien aufgenommen. Seit 1989 ist er als professioneller Musiker schwerpunktmäßig in Südamerika, Europa und den USA aktiv. 1996 gründete er die Formation Nuevo Siglo Tango, eine der Vorreitergruppen der neuen Tango-Generation. Nuevo Siglo Tango kann auf Referenzen in vielen Kulturzentren, Rundfunkanstalten und Fernsehsendern Argentiniens verweisen.
Zwischen 2002 und 2009 hat er mit seiner Bandoneon-Soloshow und den unterschiedlichsten Ensembles insgesamt 18 Konzertreisen in die USA, Deutschland, Frankreich, Österreich, Belgien, Schweiz, Luxemburg Niederlande und Libanon unternommen. 
2005 wurde mit seiner CD „Bandoneon Dreams“ (mit Titeln aus den Stilbereichen Jazz, Latin, Barock, Folklore und Tango, Standards und eigenen Kompositionen) die erste Weltmusikaufnahme in der Geschichte des Bandoneons veröffentlicht.